# Macrenches clerica
Macrenches clerica là một loài bướm đêm thuộc họ Gelechiidae. Nó được tìm thấy ở Úc.